# Человек Большой реки
«Человек Большой реки» (англ. Big River Man) — документальный фильм 2009 года, снятый режиссёром Джонон Марингином. Картина рассказывает о словенском пловце-марафонце Мартине Стреле (Штреле), следя за тем, как он преодолевает 5268 километров, проплывая по реке Амазонка между февралём и апрелем 2007 года. Фильм был номинирован на главный приз жюри кинофестиваля «Сандэнс» в 2009 году; на том же фестивале фильм был отмечен призом за лучшую операторскую работу. Дистрибуцией фильма занимаются компания «Revolver Entertainment» и телеканал «Discovery».

## Сюжет
Мартин Стрел — словенский пловец-энтузиаст, известный как своими незабываемыми подвигами, так и эксцентричным нравом. К 2007 году Стрел, пытаясь привлечь внимание общественности к проблеме повсеместного загрязнения воды, успел переплыть Миссисипи, Дунай и Янцзы, и вот, наконец, в центре его внимания оказалась река, считающаяся самой опасной в мире.

## Показы
Первый показ фильма состоялся 16 января 2009 года в США на крупнейшем кинофестивале независимого кино «Санденс», где режиссёр, оператор и идейный вдохновитель фильма американец Джон Марингин был награждён призом за лучшую операторскую работу, а сам фильм был номинирован на главный приз жюри.
После чего фильм отправился в долгое путешествие по различным фестивалям. 7 февраля 2009 года он был представлен на европейском кинорынке в Германии, в июне состоялись показы на Эдинбургском кинофестивале и фестивале в Лос-Анджелесе. 20 июня 2009 года состоялась премьера в России на Московском кинофестивале, где фильм участвовал в программе документального кино «Свободная мысль».
Затем фильм вышел в ограниченный прокат в Великобритании, а в конце сентября был показан на кинофестивале в Рио-де-Жанейро. В октябре-декабре 2009 года лента была ещё три раза показана в США (на кинофестивалях в Хэмптоне и Денвере, а также в Нью-Йорке) и по одному разу в Торонто и на кинофестивале в Варшаве. В 2010 году фильм снова вернулся в США, где 18 апреля был показан на кинофестивале в Висконсине. 12 июня премьера состоялась в Италии. В конце 2010 года, а именно 7 декабря, было выпущено DVD-издание, на котором, кроме самого фильма, содержались также удалённые сцены и театральный трейлер.

## Отзывы
На Западе фильм хвалили практически все. Об этом говорят данные сайта Rotten Tomatoes: 97 % положительных рецензий среди всех критиков, и 100 % — среди топ-критиков. Средняя оценка при этом составляет 7,4/10. По 100-балльной шкале сайта Metacritic средняя оценка — 68 (5 — позитивных отзывов и 2 — смешанных), что также указывает на благосклонность критики.
Многие критики позитивно отмечали юмор и историю, рассказанную в документальном фильме. Саму картину рецензенты сравнивали с документальной работой Вернера Херцога. Отрицательно отозвался о фильме лишь Энтони Куинн из британского издания «The Independent», который поставил фильму 2 звезды из 5-ти и назвал экранную хронику неясной и расслоённой. Другие критики также подвергли сомнению реальность некоторых частей фильма.
В остальном чаще всего звучали только похвалы. Так, Манола Даргис из «New York Times» написала: «Манера съёмок мистера Марингина особое внимание уделяет деталям и красоте: иногда зрители находятся совсем рядом с главным героем, практически ощущая его дыхание, а затем наблюдают за красотами окружающего мира с высоты птичьего полёта». А Лиам Лэйси из «Globe and Mail», присудив картине 3 звезды из 4-х, охарактеризовал фильм так: «Эксцентричный и неотразимый документальный фильм о сильной личности из Словении Мартине Стреле, который в 53 года пытается стать первым в мире человеком, проплывшим 5 268 километров по реке Амазонка».
Кинокритик «San Francisco Chronicle» Уолтер Эддиего написал, что фильм заканчивается на неожиданно восторженной ноте, а Стрела он назвал странным одиноким парнем. А Элла Тэйлор из «The Village Voice» написала следующее: «Настоящая драма заключается в восхитительно запутанном симбиозе между Мартином Стрелом и его преданным сыном и публицистом».